# Liste der Monuments historiques in Juvisy-sur-Orge
Die Liste der Monuments historiques in Juvisy-sur-Orge führt die Monuments historiques in der französischen Gemeinde Juvisy-sur-Orge auf.

## Liste der Bauwerke
| Bezeichnung                        | Beschreibung | Standort                                       | Kennzeichnung | Schutzstatus | Datum | Bild |
| ---------------------------------- | ------------ | ---------------------------------------------- | ------------- | ------------ | ----- | ---- |
| Kreuz                              |              | Grande Rue Rue des prés (Lage)                 | PA00087928    | Inscrit      | 1933  |      |
| Observatorium                      |              | 32, avenue de la Cour-de-France (Lage)         | PA91000001    | Classé       | 2009  |      |
| Pont des Belles Fontaines (Brücke) |              | (Lage)                                         | PA00087929    | Classé       | 1914  |      |
| Pyramide                           |              | 68, avenue de la Cour-de-France (Lage)         | PA00087930    | Classé       | 1942  |      |
| Terrasse et grotte de rocaille     |              | Boulevard de la Cascade Avenue Botherel (Lage) | PA00087931    | Inscrit      | 1947  |      |

## Liste der Objekte
- Monuments historiques (Objekte) in Juvisy-sur-Orge der Base Palissy des französischen Kultusministeriums